# Nicolas André Tardieu
Pour les articles homonymes, voir Tardieu.
Nicolas André Tardieu est un homme politique français né le 5 juin 1790 à Nancy (Meurthe-et-Moselle) et décédé le 27 juillet 1843 à Nancy.
Avocat, il est maire de Nancy de 1830 à 1831 et député de la Meurthe de 1831 à 1834, siégeant dans l'opposition modérée.

## Sources
- « Dictionnaire des parlementaires français de 1789 à 1889 (Adolphe Robert, Edgar Bourloton et Gaston Cougny) », sur gallica BNF (consulté le 14 décembre 2013)